# 三光ソフランホールディングス
三光ソフランホールディングス株式会社（さんこう - ）は、東京都中央区に本社を置く企業。

## 概要
主にアパート経営・不動産仲介・ビルメンテナンス業を行っている。三光建設を前身とし、2000年4月に三光ソフランに商号変更、2008年に三光ソフランホールディングスへ変更した。
かつては子会社であったメディカル・ケア・サービスにて、グループホームのほか、有料老人ホームやデイサービスセンターの運営、福祉用具の販売なども行っていたが、2018年9月に株式譲渡に伴い撤退した。
宮古島の開発事業に注力しており、2018年から2022年までに賃貸アパート130棟、宿泊施設1500室を建設している。
インドネシアのオレンジカウンティの開発事業にも参画している。

## 沿革
- 1974年 - 創業者高橋誠一が三光不動産株式会社を設立。
- 1978年1月 - 三光建設株式会社に商号変更。
- 1990年11月 - 子会社として株式会社アップルを設立。
- 1999年（平成11年）11月 - 子会社メディカル・ケア・サービスを設立。
- 2012年2月 - 三光ソフランホールディングス本社オフィス東京へ移転。
- 2015年2月 - 八重洲ファーストフィナンシャルビルに本社移転。
- 2018年9月10日 - 子会社メディカル・ケア・サービスの全株式を、学研ホールディングスと日本政策投資銀行へ譲渡[1][2]。
- 2020年4月 - 練馬区立氷川台保育園　運営受託開始

## 子会社
- 三光ソフラン（主にアパート経営物件の開発と紹介を主に手がける）
- アップル（アパマンショップのFCを展開。埼玉県・東京都・神奈川県に53店舗を展開）
- パイン（三光ソフランホールディングスの筆頭株主）
- アミックス